# Relazioni bilaterali tra San Marino e Stati Uniti d'America
Le Relazioni bilaterali tra San Marino e Stati Uniti sono le relazioni diplomatiche tra San Marino e gli Stati Uniti d'America. 

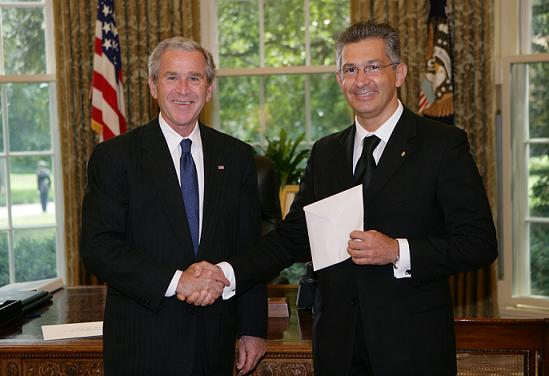
Paolo Rondelli, primo ambasciatore di San Marino negli Stati Uniti, con l'ex presidente statunitense George W. Bush.

## Storia
Gli Stati Uniti e San Marino hanno relazioni diplomatiche amichevoli. San Marino propose un'alleanza repubblicana con gli Stati Uniti durante la guerra civile americana. Nel 1906, ambo i paesi firmarono un trattato di estradizione per i propri cittadini. Durante la prima guerra mondiale, gli Stati Uniti intervennero per conto di San Marino e tentarono di liberare i prigionieri di guerra sammarinesi detenuti in Austria-Ungheria. Tuttavia, le loro richieste vennero respinte. San Marino sostiene le posizioni circa la politica estera degli Stati Uniti, nonché i candidati statunitensi presso le organizzazioni internazionali. I due paesi hanno rapporti diplomatici eccellenti. A settembre 2006 il presidente George W. Bush ha nominato ambasciatore in Italia Ronald Spogli come ambasciatore di San Marino. L'ambasciatore Spogli è il primo ambasciatore americano di San Marino nella storia del paese. A fini consolari, l'ambasciata sammarinese è nella giurisdizione del distretto consolare di Firenze. I funzionari del consolato visitano regolarmente San Marino per svolgere iniziative diplomatiche, rappresentare gli interessi degli Stati Uniti e amministrare i servizi consolari. Al giugno 2023, Shawn P. Crowley è l'ambasciatore americano ad interim a San Marino (e in Italia). Nel luglio 2007, l'ambasciatore Paolo Rondelli è divenuto il primo ambasciatore di San Marino negli Stati Uniti.